# Kisangani
Kisangani, tidigare Stanleyville, är en stad i Kongo-Kinshasa i Centralafrika. Staden beräknas ha cirka 1,6 miljoner invånare och är provinshuvudstad i provinsen Tshopo.
Kisangani ligger strax norr om Boyomafallen, precis där Lualabafloden övergår i Kongofloden. Den är ett administrationscentrum och en viktig knutpunkt med landets viktigaste flodhamn efter Kinshasa, järnvägsförbindelse söderut till Ubundu och internationell flygplats.
En del turister kommer till Kisangani på grund av Boyomafallen söder om staden. En viktig industri är förbrukningsvaror. I staden finns ett universitet sedan 1963 samt flera andra högre lärosäten.
Kisangani grundades 1883, och hette fram till 1967 Stanleyville efter Henry Morton Stanley.